# Кадыш (Башкортостан)
Кады́ш (баш. Ҡаҙыш) — деревня в Белорецком районе Республики Башкортостан России. Входит в состав Азикеевского сельсовета. 
С 2005 года имеет современный статус.

## География

### Географическое положение
Расстояние до:
- районного центра (Белорецк): 15 км,
- центра сельсовета (Азикеево): 3 км,
- ближайшей ж.-д. станции (Серменево): 4 км.

## История
Название происходит от названия реки Кадыш (башк. Ҡаҙыш).
Статус деревни, сельского населённого пункта, посёлок получил согласно Закону Республики Башкортостан от 20 июля 2005 года № 211-з «О внесении изменений в административно-территориальное устройство Республики Башкортостан в связи с образованием, объединением, упразднением и изменением статуса населенных пунктов, переносом административных центров», ст.1:

6. Изменить статус следующих населенных пунктов, установив тип поселения: деревня:

5) в Белорецком районе:…

з) поселка Кадыш Азикеевского сельсовета

## Население
| 2002 | 2009 | 2010 |
| ---- | ---- | ---- |
| 62   | ↗87  | ↘80  |

Национальный состав
Согласно переписи 2002 года, преобладающая национальность — башкиры (100 %).